# مؤسسة تاته للبحوث الأساسية
مؤسسة تاته للبحوث الأساسية (بالإنجليزية: Tata Institute of Fundamental Research)‏ هي معهد بحوث، وجامعة، تأسست في 1 يونيو 1945، في الهند.